# 湯聘 (順治進士)
湯聘（？—？），南直隸應天府溧水縣籍，江寧縣人，清朝政治人物。

## 生平
順治十四年（1657年）丁酉科江南鄉試舉人，十八年（1661年）辛丑科進士，任直隸平山縣知縣。

## 文學
蒲松齡在《聊齋誌異》講述湯聘死而復生之奇事。